# 송재일
송재일(1984년 2월 8일 ~ )는 대한민국의 희극 배우이다.

## 출연작

### 방송
- 코미디하우스 (MBC)
- 개그야 (MBC)
- 개그 스타 (KBS2)